# موزه ملی هنر رومی
موزه ملی هنر رومی (انگلیسی: National Museum of Roman Art) یا به اختصار «MNAR» موزه‌ای باستان‌شناسی در شهر مریدا، اسپانیاست. این موزه که به هنر رومی اختصاص دارد، مجموعه‌ای گسترده از آثار به‌دست‌آمده از محوطه باستانی مریدا (مستعمرهٔ رومی آگوستا امریتا) را به نمایش می‌گذارد؛ محوطه‌ای که یکی از بزرگ‌ترین و گسترده‌ترین سایت‌های باستان‌شناسی اسپانیا به‌شمار می‌رود و در سال ۱۹۹۳ در فهرست میراث جهانی یونسکو به ثبت رسیده است. این موزه یکی از موزه‌های ملی اسپانیا محسوب می‌شود و زیر نظر وزارت فرهنگ اسپانیا اداره می‌گردد.

## تاریخچه
نخستین موزه باستان‌شناسی در مریدا به‌دستور سلطنتی مورخ ۲۶ مارس ۱۸۳۸ تأسیس شد. در پی سلب مالکیت کلیسایی به‌فرمان مندیسابال، یکی از ساختمان‌های کلیسا تغییر کاربری داده شد و برای نگهداری آثار باستانی مورد استفاده قرار گرفت.
در سال ۱۹۷۵، به مناسبت دو هزارمین سالگرد تأسیس شهر مریدا، این موزه بازسازی شد و عنوان جدید موزه ملی هنر رومی را دریافت کرد. ساختمان فعلی موزه، اثری است از معمار برجستهٔ اسپانیایی رافائل مونئو. عملیات ساخت این بنا در سال ۱۹۸۱ آغاز شد و در ۱۹ سپتامبر ۱۹۸۶ رسماً گشایش یافت.

## نگارخانه
- راه رومی
- ماکت آگوستا امریتا
- راهروی طبقه بالا
- مجسمه‌ها و نقش‌برجسته‌های رومی
- آمفورای رومی
- فروشگاه‌های موزاییک

- سالن اصلی
- سرس نشسته (سدهٔ یکم پس از میلاد)
- نقش برجسته و کتیبهٔ لوتاتیا لوپاتا
- مرکوری
- آگوستوس در مقام پونتیفکس ماکسیموس
- یک مرد